# Gens Fulvia
Die gens Fulvia war eine plebejische Familie (gens) in der römischen Republik, die ursprünglich aus Tusculum kam. Sie trug den Gentilnamen Fulvius (weiblich Fulvia).
Lucius Fulvius Curvus, der Gründer der Familie, war 322 v. Chr. Konsul, und unter dem Patronat der Fabier spielten noch weitere Fulvier eine wichtige Rolle in der Stadt und im Reich. Unter den größeren Zweigen der Familie sind die Fulvii Flacci und die Fulvii Nobiliores zu nennen.
Von den weiblichen Mitglieder der Familie ist Fulvia zu nennen, die Enkelin des Gaius Gracchus und Ehefrau des Marcus Antonius.

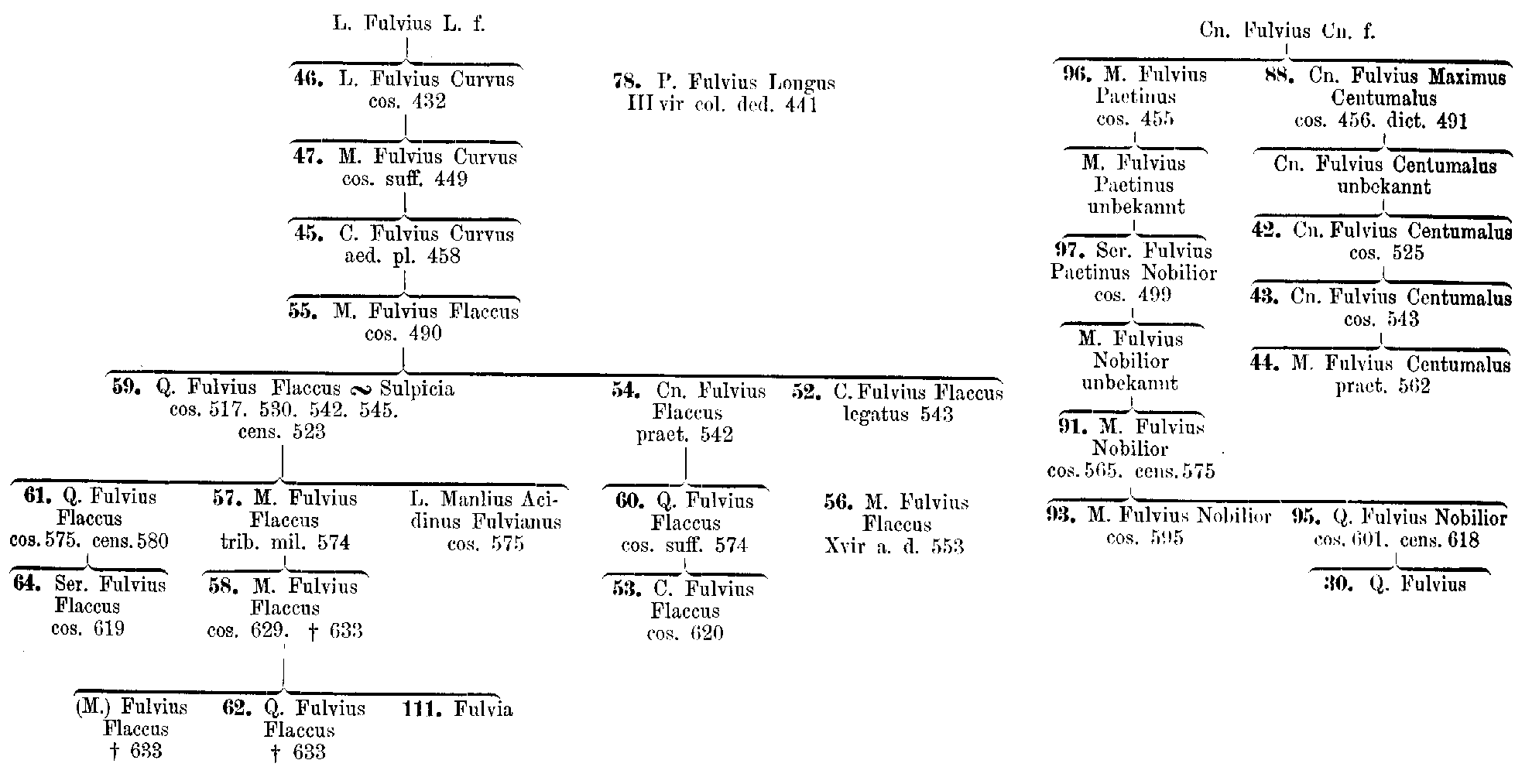
Friedrich Münzer: Stammbaum der republikanischen Fulvier

## Fulvii Centumali
- Gnaeus Fulvius Maximus Centumalus, Konsul 298 v. Chr. und Diktator 263 v. Chr.
- Gnaeus Fulvius Centumalus (Konsul 229 v. Chr.), kämpfte erfolgreich im ersten Illyrischen Krieg
- Gnaeus Fulvius Centumalus (Konsul 211 v. Chr.), fiel 210 v. Chr. im Kampf gegen Hannibal
- Marcus Fulvius Centumalus, Stadtprätor 192 v. Chr.

## Fulvii Flacci
- Marcus Fulvius Flaccus, Konsul 264 v. Chr.
- Quintus Fulvius Flaccus (Konsul 237 v. Chr.)
- Gnaeus Fulvius Flaccus, Bruder von Q. Fulvius, verurteilt wegen Feigheit gegen Hannibal 211 v. Chr. und nach Tarquinii verbannt
- Gaius Fulvius Flaccus (Legat), Legat seines Bruders Q. Fulvius 211 und 209 v. Chr.
- Quintus Fulvius Flaccus, Suffektkonsul 180 v. Chr.
- Quintus Fulvius Flaccus (Konsul 179 v. Chr.)
- Servius Fulvius Flaccus, Konsul 135 v. Chr.
- Gaius Fulvius Flaccus, Konsul 134 v. Chr.
- Marcus Fulvius Flaccus, Konsul 125 v. Chr.

## Fulvii Nobiliores
- Marcus Fulvius Nobilior (Konsul 189 v. Chr.)
- Marcus Fulvius Nobilior (Konsul 159 v. Chr.)
- Quintus Fulvius Nobilior, Konsul 153 v. Chr.
- Servius Fulvius Paetinus Nobilior, Konsul 255 v. Chr.

## Weitere Namensträger
- (Aulus Fulvius) Doroth(eu)s, antiker römischer Toreut oder Händler
- Fulvius Felix, römischer Offizier (Kaiserzeit)
- Marcus Fulvius Bambalio, Vater der Fulvia, der Gattin des Marcus Antonius
- Marcus Fulvius Curvus Paetinus, Suffektkonsul 305 v. Chr.
- Marcus Fulvius Paetinus, Konsul 299 v. Chr.
- Marcus Fulvius Gillo, römischer Suffektkonsul 76
- Marcus Laelius Fulvius Maximus Aemilianus, römischer Konsul (227)
- Quintus Fulvius Gillo Bittius Proculus, römischer Suffektkonsul 99
- Quintus Gavius Fulvius Proculus, römischer Offizier
- Quintus Gavius Fulvius Tranquillus, römischer Senator
- Plautian (Gaius Fulvius Plautianus), Prätorianerpräfekt zur Zeit des Septimius Severus
- Lucius Fulvius Aemilianus (Konsul 206)
- Gaius Fulvius Pius, römischer Konsul vor 238
- Lucius Fulvius Aemilianus (Konsul 244)
- Lucius Fulvius Gavius Numisius Aemilianus, Konsul 249
- Macrianus Maior (Fulvius Macrianus), General zur Zeit des Gallienus
- Macrianus Minor (Titus Fulvius Iunius Macrianus), Gegenkaiser 260–261
- Quietus (Titus Fulvius Iunius Quietus), Gegenkaiser 260–261